# Линдман, Бу
Бу Сигфрид Габриэль Линдман (швед. Bo Sigfrid Gabriel Lindman, 8 февраля 1899 — 30 июля 1992) — шведский военный (вышел в отставку в звании подполковника), пятиборец и фехтовальщик, олимпийский чемпион, призёр чемпионатов мира.

## Биография
Родился в 1899 году в Стокгольме. В 1924 году стал чемпионом Олимпийских игр в Париже в современном пятиборье. В 1928 году на Олимпийских играх в Амстердаме завоевал серебряную медаль в современном пятиборье. В 1932 году на Олимпийских играх в Лос-Анджелесе снова завоевал серебряную медаль в современном пятиборье; также принял участие в соревнованиях по фехтованию на шпагах, но неудачно. В 1933 году стал обладателем бронзовой медали Международного первенства по фехтованию в Будапеште (в 1937 году Международная федерация фехтования задним числом признала все прошедшие ранее Международные первенства по фехтованию чемпионатами мира).
В 1934—1946 годах был председателем Шведской федерации лёгкой атлетики. В 1949 году стал казначеем Международного союза по современному пятиборью.